# Sao nhập ngũ (mùa 12)
Mùa thứ 12 của chương trình Sao nhập ngũ với tên gọi Sao nhập ngũ 2022: Bước chân thần tốc được phát sóng trên kênh QPVN từ ngày 5 tháng 3 đến ngày 25 tháng 6 năm 2022. Mùa này có sự tham gia của các nghệ sĩ Minh Tú, Anh Tú, Hoà Minzy, Cara Phương, S.T Sơn Thạch, Puka, Duy Khánh và Độ Mixi; họ được huấn luyện bởi Đại úy Phạm Huy Hùng và Trung úy Phạm Quang Khải tại Sư đoàn 325, Quân đoàn 2, Quân đội nhân dân Việt Nam.
Đây là mùa đầu tiên chương trình có sự góp mặt của 8 người nổi tiếng, bao gồm cả nam và nữ cùng tham gia thay vì chỉ có những nhân vật nam hoặc nữ như thông thường. Những nhân vật trong mùa này cũng được trải nghiệm nội dung tổng hợp của 4 đơn vị, thay vì chỉ tham gia một nội dung đặc thù tại một đơn vị cụ thể như những mùa trước.

## Lịch sử và sản xuất
Hơn 1 năm chuẩn bị cùng những tác động bởi dịch COVID-19, mùa thứ 12 của Sao nhập ngũ được hứa hẹn mang đến những hình ảnh mới mẻ, đặc biệt của các nhân vật trải nghiệm. Nhân vật đầu tiên xác nhận tham gia chương trình là Độ Mixi, trong một buổi livestream của anh vào cuối tháng 11 năm 2021. Lần lượt sau đó, những thành viên khác đã lộ diện thông qua những hình ảnh trên mạng xã hội khi chương trình bắt đầu ghi hình vào đầu tháng 12. Một danh sách đầy đủ gồm 8 thành viên đã được tiết lộ gồm: Hòa Minzy, Độ Mixi, Puka, Minh Tú, Cara Phương, S.T Sơn Thạch, Anh Tú và Duy Khánh.
Ngày 1 tháng 3 năm 2022, đội hình khách mời gồm 8 người đã được chương trình công bố. Bên cạnh những khách mời, chương trình còn có sự tham gia của 14 chiến sĩ được tuyển chọn và tập huấn trong 4 tháng. Đạo diễn Lương Hải Khoa cho biết, ở mùa này, họ muốn có sự kết hợp của cả nam và nữ (thay vì chỉ nam hay nữ ở những mùa trước), nhằm mang một màu sắc đặc biệt với quy mô lớn hơn và số lượng người tham gia đông hơn. Ông khẳng định, đây giống như một thử thách với cả chương trình và với cả nghệ sĩ trải nghiệm. Một ngày sau đó, chương trình công bố trailer chính thức, hé lộ những tình tiết diễn ra trong chương trình.
Chương trình do Tập đoàn Công nghiệp – Viễn thông Quân đội và Kênh Truyền hình Quốc phòng Việt Nam phối hợp thực hiện, được ghi hình tại Sư đoàn 325 thuộc Quân đoàn 2 vào tháng 12 năm 2021.

## Phát sóng
Tập đầu tiên của chương trình được lên sóng vào ngày 5 tháng 3 năm 2022. Chương trình được phát sóng hàng tuần lúc 12:00 thứ 7 trên kênh QPVN, phát lại trên kênh SCTV6, ứng dụng TV360 và Mocha. Các tập phát sóng đầy đủ của chương trình được đăng tải lên kênh YouTube chính thức của chương trình lúc 20:30 thứ 7 hàng tuần (tập 4 công chiếu lúc 19:00 thứ 7).

## Nhân vật chính
Danh sách khách mời trải nghiệm mùa này đã được chương trình công bố vào ngày 1 tháng 3 năm 2022.
| Tên nhân vật (Nghệ danh)              | Nghề nghiệp | Cấp bậc  | Vai trò              |
| ------------------------------------- | ----------- | -------- | -------------------- |
| Phạm Quang Khải                       | Quân nhân   | Trung úy | Trung đội trưởng     |
| Phạm Huy Hùng                         | Quân nhân   | Đại úy   | Đại đội trưởng       |
| Phùng Thanh Độ (Độ Mixi)              | Streamer    | Binh nhì | Nhân vật trải nghiệm |
| Nguyễn Kiều Cẩm Thơ (Puka)            | Diễn viên   | Binh nhì | Nhân vật trải nghiệm |
| Nguyễn Cao Sơn Thạch (S.T Sơn Thạch)  | Ca sĩ       | Binh nhì | Nhân vật trải nghiệm |
| Nguyễn Minh Tú                        | Người mẫu   | Binh nhì | Nhân vật trải nghiệm |
| Nguyễn Anh Tú                         | Ca sĩ       | Binh nhì | Nhân vật trải nghiệm |
| Nguyễn Hữu Duy Khánh                  | Diễn viên   | Binh nhì | Nhân vật trải nghiệm |
| Nguyễn Thanh Huệ Phương (Cara Phương) | Ca sĩ       | Binh nhì | Nhân vật trải nghiệm |
| Nguyễn Thị Hòa (Hòa Minzy)            | Ca sĩ       | Binh nhì | Nhân vật trải nghiệm |

## Các tập phát sóng
| Tập | Tiêu đề                       | Ngày phát sóng      |
| --- | ----------------------------- | ------------------- |
| 1 | "Xin chào! Tôi nhập ngũ"      | 5 tháng 3 năm 2022  |
| - Mở đầu huấn luyện |                               |                     |
| 2 | "Đồng chí có làm được không?" | 12 tháng 3 năm 2022 |
| - Co tay xà đơn (Nam) - Chạy 100m (Nữ) |                               |                     |
| 3 | "Vào khuôn khổ"               | 19 tháng 3 năm 2022 |
| - Sinh hoạt tiểu đội (Nam) - Huấn luyện điều lệnh |                               |                     |
| 4 | "Không chỉ riêng ai"          | 26 tháng 3 năm 2022 |
| - Huấn luyện điều lệnh (tiếp) - Sinh hoạt tiểu đội - Thể dục buổi sáng |                               |                     |
| 5 | "Tiếng nổ đầu tiên"           | 2 tháng 4 năm 2022  |
| - Thể dục buổi sáng (tiếp) - Huấn luyện bắn súng tiểu liên AK |                               |                     |
| 6 | "Vượt qua ranh giới"          | 10 tháng 4 năm 2022 |
| - Huấn luyện các tư thế vận động chiến trường - Bắt cá (Nữ) - Huấn luyện bơi vượt sông (Nam)                                                                               |                               |                     |
| 7 | "Đêm ở đơn vị"                | 16 tháng 4 năm 2022 |
| - Huấn luyện bơi vượt sông (Nam) (tiếp) - Sinh hoạt văn nghệ: Học hát bài hát truyền thống của đơn vị - Gác đêm                                                            |                               |                     |
| 8 | "Bứt phá"                     | 23 tháng 4 năm 2022 |
| - Huấn luyện đánh bắt địch có trang bị vũ khí (Nam) - Huấn luyện kỹ thuật Đâm lê - Đánh báng (Nữ)                                                                          |                               |                     |
| 9 | "Quyết không dừng lại"        | 30 tháng 4 năm 2022 |
| - Huấn luyện đánh bắt địch có trang bị vũ khí (Nam) (tiếp) - Huấn luyện vận chuyển hàng bằng xe đạp thồ - Sinh hoạt văn nghệ: Nhảy sạp                                     |                               |                     |
| 10 | "Không có tên riêng nữa"      | 7 tháng 5 năm 2022  |
| - Huấn luyện thực hành lên xe tăng và xuống xe tăng |                               |                     |
| 11 | "Tiến công"                   | 14 tháng 5 năm 2022 |
| - Huấn luyện thực hành lắp đạn vào xe tăng - Phân khoa pháo thủ: Ngắm chuẩn - Đánh dấu chuẩn - Nạp đạn pháo                                                                |                               |                     |
| 12 | "Không thể buông tay"         | 21 tháng 5 năm 2022 |
| - Thực hành ngắm chuẩn - đánh dấu chuẩn - nạp đạn pháo (nữ) - Sinh hoạt tiểu đội - Phân đội nam: Huấn luyện leo tường - Phân đội nữ: Huấn luyện tụt dây chiến thuật        |                               |                     |
| 13 | "Tin ở chính mình"            | 28 tháng 5 năm 2022 |
| - Huấn luyện thực hành leo tường (nam) - Huấn luyện thực hành tụt dây chién thuật - Huấn luyện cứu hộ cứu nạn: Cách làm bè mảng bằng vật liệu tại chỗ - Chèo bè mảng       |                               |                     |
| 14 | "Trong trái tim đồng đội"     | 4 tháng 6 năm 2022  |
| - Chèo bè mảng (tiếp) - Sinh hoạt trung đội - Hội thao gấp chăn - Huấn luyện ném lựu đạn xa trúng đích (nam)                                                               |                               |                     |
| 15 | "Chạm ngưỡng giới hạn"        | 11 tháng 6 năm 2022 |
| - Huấn luyện ném lựu đạn xa trúng đích (nam, tiếp) - Huấn luyện kỹ thuật chiến đấu bộ binh: Kỹ thuật thuốc nổ (nữ)                                                         |                               |                     |
| 16 | "Giữa lằn ranh sinh tử"       | 18 tháng 6 năm 2022 |
| - Huấn luyện ném lựu đạn xa trúng đích (nam, tiếp) - Huấn luyện quân y: Kỹ thuật cấp cứu thương binh - Chuyển thương hỏa tuyến - Đại đội bộ binh - Đánh địch trong công sự |                               |                     |
| 17 | "Hướng về phía mặt trời"      | 25 tháng 6 năm 2022 |
| - Đại đội bộ binh - Đánh địch trong công sự (tiếp) - Hành quân - Lễ tổng kết, công bố kết quả và kết thúc huấn luyện                                                       |                               |                     |

## Kết quả các phần thi

### Ngày 1
- Co tay xà đơn (Nam)

| Hạng | Tên       | Kết quả | Xếp loại |
| ---- | --------- | ------- | -------- |
| 1    | Thanh Độ  | 11 cái  | Chưa đạt |
| 2    | Anh Tú    | 9 cái   | Chưa đạt |
| 3    | Sơn Thạch | 8 cái   | Chưa đạt |
| 4    | Duy Khánh | 0 cái   | Chưa đạt |

- Chạy 100m (Nữ)

| Hạng | Tên        | Kết quả    | Xếp loại |
| ---- | ---------- | ---------- | -------- |
| 1    | Minh Tú    | 16 giây 13 | Đạt      |
| 2    | Nguyễn Hòa | 18 giây 13 | Chưa đạt |
| 3    | Cẩm Thơ    | 18 giây 81 | Chưa đạt |
| 4    | Huệ Phương | 21 giây 97 | Chưa đạt |

### Ngày 2
- Quỳ bắn súng AK (Nam)

| Hạng | Tên       | Kết quả |
| ---- | --------- | ------- |
| 1    | Thanh Độ  | 23 điểm |
| 2    | Sơn Thạch | 8 điểm  |
| 3    | Duy Khánh | 3 điểm  |
| 4    | Anh Tú    | 0 điểm  |

- Nằm bắn súng AK (Nữ)

| Hạng | Tên        | Kết quả |
| ---- | ---------- | ------- |
| 1    | Huệ Phương | 18 điểm |
| 2    | Nguyễn Hòa | 7 điểm  |
| 3    | Cẩm Thơ    | 0 điểm  |
| 3    | Minh Tú    | 0 điểm  |

## Kết quả từng ngày

### Ngày 1
| Hạng | Tên        | Kỷ luật | Thể lực | Quân sự | Tổng |
| Nam  | Nam        | Nam     | Nam     | Nam     | Nam  |
| ---- | ---------- | ------- | ------- | ------- | ---- |
| 1    | Thanh Độ   | 7,5     | 7,5     | 6       | 21   |
| 2    | Sơn Thạch  | 7       | 6,5     | 7       | 20,5 |
| 2    | Anh Tú     | 7       | 7       | 6,5     | 20,5 |
| 3    | Duy Khánh  | 7       | 5       | 6       | 18   |
| Nữ   |            |         |         |         |      |
| 1    | Minh Tú    | 8       | 8       | 6,5     | 22,5 |
| 2    | Huệ Phương | 6,5     | 6,5     | 7       | 20   |
| 3    | Nguyễn Hoà | 6,5     | 7       | 6       | 19,5 |
| 4    | Cẩm Thơ    | 6       | 7       | 6       | 19   |

### Ngày 2
| Hạng | Tên        | Kỷ luật | Thể lực | Quân sự | Tổng |
| Nam  | Nam        | Nam     | Nam     | Nam     | Nam  |
| ---- | ---------- | ------- | ------- | ------- | ---- |
| 1    | Thanh Độ   | 8       | 7       | 8       | 23   |
| 2    | Sơn Thạch  | 7       | 6,5     | 7,5     | 21   |
| 2    | Anh Tú     | 7       | 7       | 7       | 21   |
| 3    | Duy Khánh  | 7,5     | 6       | 7       | 20,5 |
| Nữ   |            |         |         |         |      |
| 1    | Huệ Phương | 8       | 7,5     | 8       | 23,5 |
| 2    | Nguyễn Hòa | 8       | 7,5     | 7       | 22,5 |
| 3    | Cẩm Thơ    | 8,5     | 7,5     | 6       | 22   |
| 3    | Minh Tú    | 8,5     | 7,5     | 6       | 22   |

### Ngày 4
| Hạng | Tên        | Kỷ luật | Thể lực | Quân sự | Tổng |
| Nam  | Nam        | Nam     | Nam     | Nam     | Nam  |
| ---- | ---------- | ------- | ------- | ------- | ---- |
| 1    | Sơn Thạch  | 8       | 8       | 8       | 24   |
| 2    | Thanh Độ   | 7,5     | 8       | 7,5     | 23   |
| 2    | Anh Tú     | 7,5     | 8       | 7,5     | 23   |
| 2    | Duy Khánh  | 8       | 7       | 8       | 23   |
| Nữ   |            |         |         |         |      |
| 1    | Minh Tú    | 8       | 7,5     | 7,5     | 23   |
| 1    | Nguyễn Hòa | 6,5     | 8       | 8,5     | 23   |
| 2    | Cẩm Thơ    | 7       | 7       | 7,5     | 21,5 |
| 3    | Huệ Phương | 7       | 6       | 7,5     | 20,5 |

### Ngày 5
| Hạng | Tên        | Kỷ luật | Thể lực | Quân sự | Tổng |
| Nam  | Nam        | Nam     | Nam     | Nam     | Nam  |
| ---- | ---------- | ------- | ------- | ------- | ---- |
| 1    | Thanh Độ   | 8       | 8       | 8,5     | 24,5 |
| 1    | Anh Tú     | 8       | 8,5     | 8       | 24,5 |
| 2    | Sơn Thạch  | 8       | 8       | 7,5     | 23,5 |
| 3    | Duy Khánh  | 8       | 7,5     | 7       | 22,5 |
| Nữ   |            |         |         |         |      |
| 1    | Cẩm Thơ    | 8       | 7,5     | 8,5     | 24   |
| 1    | Minh Tú    | 8       | 8       | 8       | 24   |
| 2    | Nguyễn Hòa | 8       | 8       | 7,5     | 23,5 |
| 3    | Huệ Phương | 8       | 7,5     | 7       | 22,5 |

## Kết quả chung cuộc
- Giải nhất: Nguyễn Hòa, Thanh Độ
- Giải nhì: Cẩm Thơ, Minh Tú, Anh Tú, Sơn Thạch
- Giải ba: Huệ Phương, Duy Khánh

## Đón nhận
Ngay từ khi Sao nhập ngũ lộ danh sách các nhân vật tham gia mùa mới của chương trình, khán giả đã rất mong chờ vào một mùa phát sóng thành công như những mùa trước đã từng làm được. Tập đầu tiên vừa lên sóng đã đạt kỷ lục 255 nghìn lượt xem cùng lúc trên YouTube, đồng thời hai tập phát sóng đầu tiên của chương trình lọt top thịnh hành chỉ sau một thời gian ngắn công chiếu. Sức hút của chương trình chủ yếu đến từ dàn nghệ sĩ nổi tiếng tạo tính giải trí cao cho khán giả, trong đó có Độ Mixi, cùng với nhiều tình huống hài hước.
Một phân cảnh trong tập 9 của chương trình khiến cho nhiều khán giả xúc động là khi Cara của đội 1 bị ngã khi vượt kênh trong nhiệm vụ vận chuyển bằng xe thồ. Khi chứng kiến tình huống này, các đồng đội đã ngay lập tức tới để hỗ trợ cô. Độ Mixi kéo Cara lên và ở lại chăm sóc cô trong khi Hòa Minzy vào thay vào vị trí của cô để giúp cả đội hoàn thành nhiệm vụ với thời gian chênh lệch nhiều so với đội 2. Sau tập phát sóng này, nhiều khán giả ấn tượng với hành động này và cho biết mình đã không kìm được nước mắt, đồng thời càng cảm thấy tự hào và biết ơn thế hệ đi trước đã hy sinh vì Tổ quốc.

### Thống kê
Tập 1 của chương trình đã lọt vào vị trí thứ 2 trên bảng xếp hạng video nổi bật nhất năm 2022 của YouTube tại Việt Nam và cũng từng lọt vào top 7 video có lượt xem công chiếu cao nhất Việt Nam tính đến thời điểm sau khi được công chiếu. Tổng đạo diễn Lương Hải Khoa chia sẻ đây "vừa là niềm khích lệ, nhưng cũng là áp lực để ê-kíp Sao nhập ngũ mùa thứ 13 phải làm hay hơn, tốt hơn, xứng đáng với sự kỳ vọng và mong đợi của khán giả".

## Tranh cãi
Ngay trong tập đầu tiên, Duy Khánh là tâm điểm chú ý khi mang nhiều đồ đạc vào trong môi trường quân đội. Ngoài những bình luận khen ngợi Duy Khánh hồn nhiên, dễ thương, một số ý kiến trái chiều cho rằng anh đang "làm lố" khi biết những mùa trước không được cho mang nhiều đồ mà vẫn chuẩn bị, thậm chí bắt chước Diệu Nhi ở mùa thứ 11. Đáp lại, anh chỉ giải thích rằng mình thực sự nghiêm túc trong chương trình. Bên cạnh Duy Khánh, Puka cũng bị chê vì lý do tương tự, đến mức cô phải lên tiếng phủ nhận.
Sau khi tập 2 lên sóng, nhiều khán giả cho rằng một số bản nhạc được chèn làm hiệu ứng của chương trình không hợp lý và thiếu sự chuẩn mực so với môi trường quân đội. Vào ngày 15 tháng 3, nhà sản xuất chương trình đã gửi lời xin lỗi khán giả về sai sót trong khâu biên tập và lên tiếng trước những phản ứng của khán giả về khâu biên tập của chương trình. Họ cho biết bản phát sóng trên nền tảng trực tuyến của chương trình là bản dài hơn so với truyền hình và thường được biên tập theo hướng giải trí, "nhưng không nghĩ tới việc một số bản nhạc được chèn không phù hợp". Đại diện nhà sản xuất cũng thông báo sẽ loại bỏ bản phát sóng trên YouTube.
Bên cạnh đó, trong suốt thời gian phát sóng chương trình, thái độ của một số nghệ sĩ trong môi trường quân ngũ cũng gây tranh cãi. Trong tập 3, thái độ của Hòa Minzy bị cho là thiếu nghiêm túc, đến mức cô đã phải lên tiếng xin lỗi ngay dưới video công chiếu trên YouTube. Hay như ở tập 4, thái độ đôi co với Đại đội trưởng của Puka gây tranh cãi trên mạng xã hội. Số đông khán giả cho rằng cô đáng ra nên kiềm chế cảm xúc, không nên đôi co với cấp trên. Khi được nói về điều này, Puka cho biết bản thân đôi lúc sẽ không kiềm chế được cảm xúc của mình và có những lời nói không phù hợp với môi trường quân đội.
Nhiều khán giả có phản ứng tiêu cực về những giọt nước mắt của Hòa Minzy trong chương trình, cho rằng cô khóc quá nhiều và nên kiềm chế cảm xúc tốt hơn. Trước những phản ứng này, Hòa Minzy cho biết cô là người rất dễ xúc động, dễ khóc trong một vài khoảnh khắc và mong khán giả thông cảm.